# Александър Родимцев
Александър Илич Родимцев е съветски военачалник, генерал-полковник, 2 пъти герой на Съветския съюз.

## Биография
Роден е на 8 март 1905 г. в село Шарлик (в тогавашната Оренбургска губерния), в бедно селско семейство. Член е на ВКП (б) / КПСС от 1929 г.
Записва се в Червената армия през 1927 г. Завършва военна школа през 1932 г. Участва в гражданската война в Испания. Званието „герой на Съветския съюз“ е присвоено на майор Родимцев на 22 октомври 1937 г. – за образцово изпълнение на особена задача в Испания. Участва в похода в Западен Беларус. През 1939 г. завършва Военната академия „Фрунзе“. На следващата година участва в Съветско-финландската война.
Родимцев командва 5-а бригада на 3-ти въздушно-десантен корпус, която през 1941 г. взима участие в отбраната на Киев. На 6 ноември управлението на 5-а бригада е превърнато в управление на 87-а стрелкова дивизия, създадена от войските на 3-ти въздушно-десантен корпус. Дивизията е под командването на Родимцев. На 19 януари 1942 г. 87-а стрелкова дивизия е превърната в 13-а гвардейска стрелкова дивизия (впоследствие става 13-а червенознаменна гвардейска стрелкова дивизия, 2 пъти носителка на орден „Ленин“). Тя влиза в състава на 62-ра армия, отбраняваща Сталинград.
От 1943 г. Родимцев е командир на 32-ри гвардейски стрелкови корпус (част от 5-а гвардейска армия от състава на Степния фронт на маршал Конев), с който воюва до Прага – столицата на Чехословакия. Втория си медал „Златна звезда“ генерал-лейтенант Родимцев получава на 2 юни 1945 г. – за умелото ръководство на войските при форсирането на река Одер на 25 януари същата година в района на Линден (Полша) за личен героизъм и мъжество.
След войната Родимцев завършва висшите академически курсове към Академията на Генералния щаб. Назначаван е за командир на съединение, помощник-командващ войските на Източносибирския военен окръг, главен военен съветник, военен аташе в Албания и помощник-командващ войските на Северния военен окръг. Избиран за депутат на втория конгрес на Върховния съвет на РСФСР и на третия конгрес на Върховния съвет на СССР.
Автор е на книгите: „Под небом Испании“, „На последнем рубеже“, „Люди легендарного подвига“, „Гвардейцы стояли насмерть“, „Твои, Отечество, сыны“, „Машенька из Мышеловки“.
Александър Родимцев умира в Москва на 13 април 1977 г.

## Награди и отличия
- 3 ордена „Ленин“
- 4 ордена „Червено знаме“
- 2 ордена „Суворов“ 2-ра степен
- орден „Кутузов“ 2-ра степен
- орден „Октомврийска революция“
- орден „Богдан Хмелницки“ 1-ва степен
- 2 ордена „Червена звезда“
- други ордени и медали, в т.ч. на чужди държави

- Бронзов бюст на Родимцев е поставен в родното му място.
- Мемориални дъски има в Москва и Волгоград.
- Името на Родимцев носят улици във Волгоград, Оренбург, Киев и Чернигов.

В Москва има музей, посветен на 13-а гвардейска дивизия, организиран и поддържан от Наталия Александровна Матюхина, дъщеря на генерал Родимцев.